# Donkey Kong

Donkey-Kong-Logo

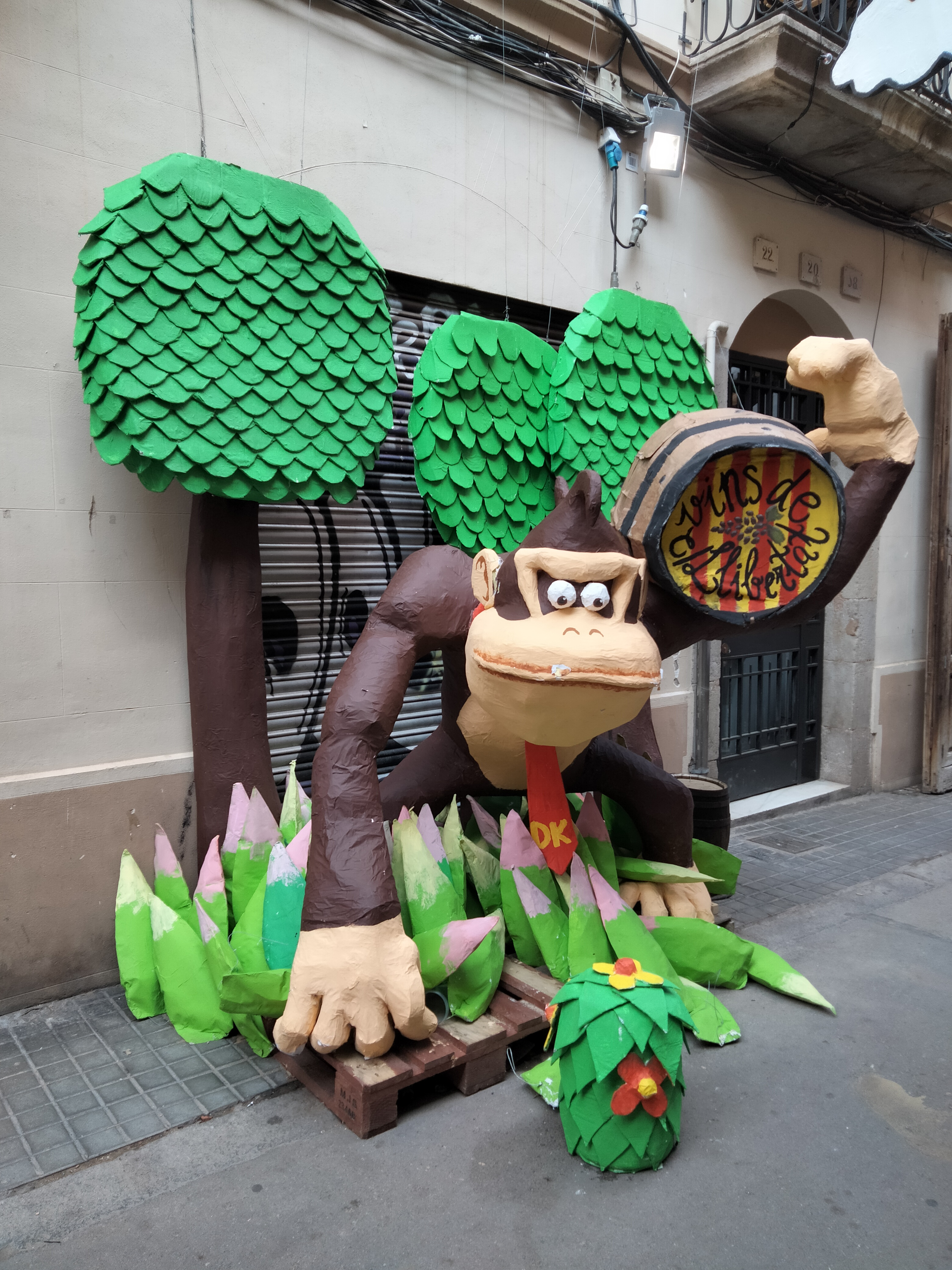
Donkey Kong

Donkey Kong (kurz DK; jap.:ドンキーコング, Donkī Kongu) ist eine populäre Videospielfigur der Firma Nintendo, die titelgebender Held mehrerer, zum Teil höchst erfolgreicher Videospiele ist. Die Donkey-Kong-Spiele gehören neben Super Mario, Pokémon und The Legend of Zelda zu den erfolgreichsten Videospielreihen des Unternehmens und werden – von wenigen Ausnahmen abgesehen – nur von Nintendo vertrieben. Donkey Kong stellt einen erwachsenen Gorilla mit braunem Fell dar.

## Entstehung und Entwicklung
1981 von Shigeru Miyamoto fertiggestellt, begründete das Arcade-Spiel Donkey Kong mit einem gleichnamigen Affen in der Hauptrolle das Genre der Jump ’n’ Runs und wurde zum zweiterfolgreichsten Automatenspiel aller Zeiten. Es folgten zwei weitere Arcade-Spiele, verschiedene Umsetzungen für mehrere Spieleplattformen (beispielsweise für den Commodore 64) sowie einige Auftritte Donkey Kongs in anderen Spielen. Das allererste Plattformspiel war allerdings Space Panic (1980), das aber weniger bekannt ist.
1994 wurde die Figur Donkey Kong vom britischen Entwicklerstudio Rare für das SNES-Spiel Donkey Kong Country neu entworfen. Das von Nintendo vertriebene Spiel wurde durch seine für damalige Verhältnisse revolutionären CGI-Grafiken ein großer Erfolg und bis heute mehrfach fortgesetzt. In der Donkey-Kong-Country-Reihe tauchte mehrmals eine Figur namens Cranky Kong auf, ein alter Affe mit grauem Bart, der behauptete, der echte Donkey Kong aus der ursprünglichen Donkey-Kong-Reihe zu sein.
Nach zahlreichen Auftritten in verschiedenen Spielen, häufig zusammen mit Super Mario, einigen Merchandising-Artikeln und einer Fernsehserie, zählt Donkey Kong heute zu den beliebtesten und kommerziell erfolgreichsten Figuren der Videospielewelt.

### Von 1981 bis 1995

#### Donkey Kong

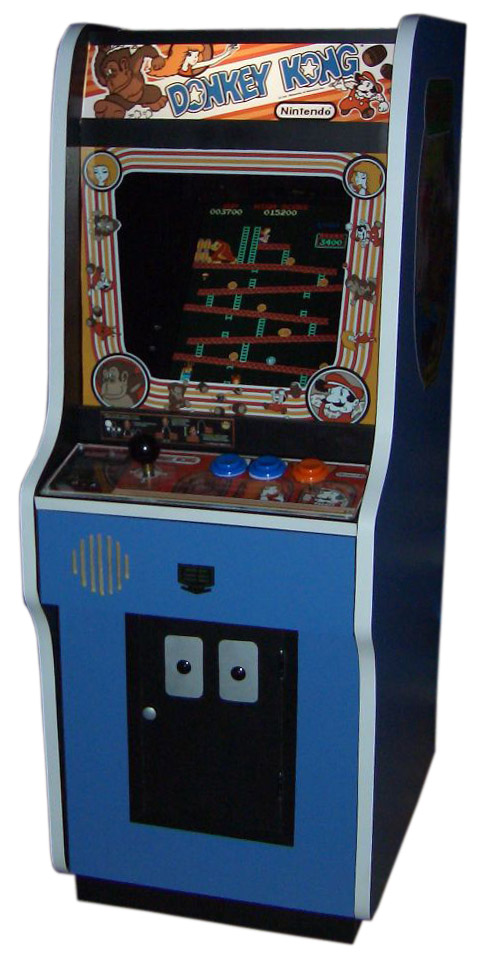
Donkey Kong (Arcade-Automat 1981)

1979 versuchte der japanische Spielehersteller Nintendo durch Herstellung und Vertrieb münzbetriebener Arcade-Automaten in den USA Fuß zu fassen. Das in Japan erfolgreiche Arcade-Spiel Radarscope verhalf dem neu gegründeten Tochterunternehmen Nintendo of America jedoch nicht zum erhofften Durchbruch, und es wurden nur 1000 der 3000 hergestellten Geräte verkauft. Kurz zuvor hatte Nintendo-Präsident Hiroshi Yamauchi, um einem alten Freund einen Gefallen zu tun, dessen Sohn Shigeru Miyamoto als Spieldesigner eingestellt, obwohl er noch nie ein Spiel programmiert hatte. Dieser erhielt nun den Auftrag, ein Spiel zu entwickeln, das in die übrig gebliebenen Radarscope-Automaten eingebaut werden sollte. Mit einem Popeye-Spiel, so hoffte man, sollte sich der gewünschte Erfolg in Amerika einstellen. Jedoch verlor Nintendo die Rechte an der Figur Popeye vor der geplanten Veröffentlichung des fertigen Spiels.
Daraufhin wurde Miyamoto beauftragt, ein Spiel auf der Grundlage seiner eigenen Ideen zu entwerfen. Das von ihm entwickelte Spiel Donkey Kong handelt von einem Gorilla, der die Freundin Pauline seines Herrn Jumpman (später Mario) entführt hat. Es ist Aufgabe des Spielers, Jumpman durch vier verschiedene Levels zu steuern, ihn Fässern und anderen Objekten ausweichen und Leitern erklimmen zu lassen, um Donkey Kong schließlich einzuholen und die Freundin zu retten. Die vier zweidimensionalen Spielabschnitte von der Größe eines Bildschirms werden von der Seite dargestellt. Per Joystick erfolgt die Steuerung der Spielfigur nach rechts, links sowie bei Leitern nach oben und unten, auf Tastendruck wird ein Sprung ausgeführt. Damit war Donkey Kong das erste Jump-’n’-Run-Spiel überhaupt. Den Namen Donkey Kong habe Miyamoto deshalb gewählt, weil er den Gorilla als eine sture, eigensinnige Figur erdacht hatte und diese Eigenschaften allgemein mit Eseln (engl.: „donkey“) assoziiert werden. In einem Interview vom 16. Mai 2001 auf der Spielemesse E3 sagte Miyamoto über den Namen:
„Für Donkey Kong wollte ich etwas mit 'Kong' machen, weil einen das in der japanischen Sprache irgendwie an Affen denken lässt, und ich habe mir Donkey Kong ausgedacht, weil ich gehört habe, dass 'donkey' 'dumm' heißt […]. Als ich den Namen jedoch bei Nintendo of America genannt habe, mochte ihn leider keiner und man sagte mir, dass es nicht ‚Dummer Affe‘ heißt, und die haben mich alle ausgelacht! Trotzdem haben wir den Namen beibehalten.“
Der Name allein ließ einige NoA-Mitarbeiter bereits am Erfolg des Spiels zweifeln, das nach dem Misserfolg mit Radarscope die letzte Hoffnung für das junge Tochterunternehmen darstellte. Ungeachtet dessen wurde Donkey Kong mit 65.000 verkauften Automaten zum meistverkauften Arcade-Spiel nach Pac-Man und brachte NoA den ersehnten Durchbruch. Es folgten mehrere Nachahmungen des Arcade-Automaten wie Donkey King und Crazy Kong.

#### Donkey Kong Jr.
In dem im Jahre 1982 erschienenen Nachfolger Donkey Kong Jr. übernimmt der Spieler die Kontrolle über Donkey Kongs Sohn Donkey Junior, der seinen Vater aus Marios Gefangenschaft befreien muss. Während Steuerung und Aufteilung in vier zweidimensionale Levels aus dem Vorgänger übernommen wurden, liegt der Schwerpunkt bei diesem Spiel weniger auf dem Springen als auf dem Klettern. Es ist Juniors Aufgabe, Schlüssel zu DKs Käfig aufzusammeln und in ihre Schlösser einzusetzen, indem er an Lianen entlangklettert und dabei Hindernissen ausweicht.

#### Donkey Kong 3
Im Jahr 1983 erschien mit Donkey Kong 3 das dritte und letzte Arcade-Spiel der Reihe. In diesem Spiel steuert der Spieler den Gewächshausgärtner Stanley, der Donkey Kong mit seiner Sprühpistole ein Gewächshaus hinauftreiben muss, während dieser unentwegt Insekten aufscheucht, die Stanley angreifen. Durch die Sprühpistole enthält das Spiel Shoot-’em-up-Elemente, konnte jedoch nicht an den Erfolg des Originals anknüpfen.

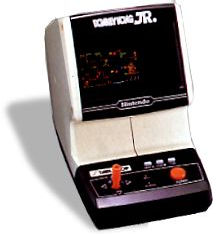
Donkey Kong Jr. (Tabletop-Konsole)

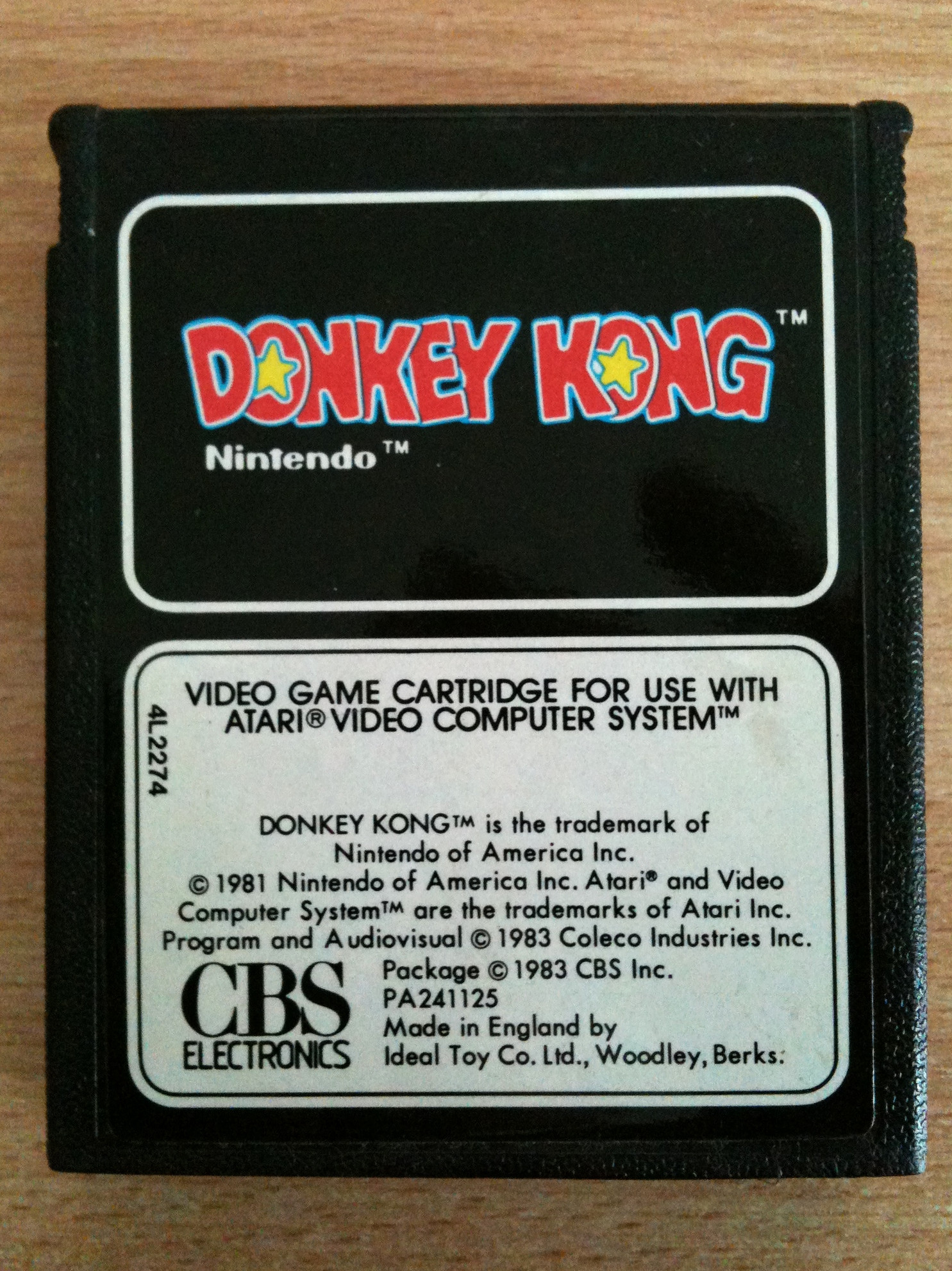
Atari-2600-Cartridge des Spiels Donkey Kong

#### Heimkonsolenspiele
Da Nintendo 1982 noch keine eigene Spielkonsole auf den Markt gebracht hatte, entschied man sich, die Vermarktung von Donkey Kong für den Heimkonsolenmarkt dem amerikanischen Unternehmen Coleco gegen Tantiemen in Höhe von 1,40 Dollar pro verkauftem Spielmodul und 1 Dollar pro verkaufter Donkey-Kong-Tabletop-Konsole zu überlassen. Coleco verkaufte das Spiel im Paket mit der neuen hauseigenen ColecoVision-Konsole und stellte es sechs Monate lang exklusiv für diese Konsole her, um die Beliebtheit des Spiels zur Verkaufssteigerung des eigenen Videospielsystems zu nutzen. Anschließend brachte Coleco Umsetzungen für andere Spielkonsolen wie Atari 2600 und Intellivision heraus, um auch Besitzer dieser Konsolen als Käufer zu gewinnen und so den Profit zu maximieren. Auch Donkey Kong Jr. wurde von Coleco für verschiedene Heimkonsolen umgesetzt.
Mit der Veröffentlichung der Nintendo-Konsole Family Computer (Famicom/NES) am 15. Juli 1983 in Japan brachte Nintendo schließlich eigene Konsolenversionen von Donkey Kong und Donkey Kong Jr. auf den Markt, und Donkey Kong 3 erschien exklusiv für das NES. Mit Donkey Kong Classics wurden Donkey Kong und Donkey Kong Jr. später im Set auf einem NES-Modul veröffentlicht, außerdem erschien Donkey Kong Jr. Math, das das Spielprinzip von Donkey Kong Jr. mit dem Lösen von Rechenaufgaben verknüpft.
Die Qualität der verschiedenen Konsolenversionen ist sehr unterschiedlich. Zwar stellte die ColecoVision-Version von Donkey Kong die bis dahin beste Umsetzung eines Arcade-Spiels dar, jedoch fehlt eines der ursprünglich vier Levels. Selbst in der NES-Version, die dem Arcade-Original am nächsten kommt, ist dies der Fall, während die Intellivision- und Atari-2600-Versionen darüber hinaus noch deutliche technische und spielerische Defizite aufgrund ihrer leistungsschwächeren Hardware aufweisen. Dies ist auch bei den entsprechenden Donkey-Kong-Jr.-Umsetzungen der Fall; die NES-Version hingegen enthält alle vier Levels und kommt dem Original auch sonst sehr nah. Die NES-Version von Donkey Kong 3 kommt ebenfalls ohne größere Abstriche aus.
Die Umsetzung der 8-Bit-Atari-Home-Computer-Version ist der ColecoVision-Version dagegen an Levelzahl überlegen: sie enthält alle vier Levels wie auch die Sprungfedern im zweiten Level. Diese Version wurde von Atari programmiert und nicht von CBS.

#### LCD-Spiele
Ferner veröffentlichte Nintendo in der Nintendo-Game-&-Watch-Reihe einige tragbare Donkey-Kong-LCD-Spiele, die heute unter Sammlern heiß begehrt sind. Neben den an die Original-Spiele angelehnten Titeln Donkey Kong, Donkey Kong 2 und Donkey Kong Jr. erschienen das Spiel Donkey Kong Circus, in dem Donkey Kong mit Obst jongliert, sowie die Zweispieler-Spiele Donkey Kong Hockey und Donkey Kong 3, in dem zwei Spieler mit Sprühpistolen gegeneinander kämpfen.
Außerdem erschienen Donkey Kong und Donkey Kong Jr. als LCD-Spielzeug in der Nintendo-Mini-Classics-Serie.

### Seit 1994

#### Super Nintendo Entertainment System
Nach einem erfolgreichen Jahr, in dem der britische Spieleentwickler Rare zahlreiche Spiele für Nintendo-Systeme entwickelt und sich als einer der wichtigsten Entwickler für Nintendo etabliert hatte, zog sich das Team um die Brüder Tim und Chris Stamper 1992 für zwei Jahre aus der aktiven Spieleentwicklung zurück, um eine Technologie zu entwickeln, die das Aussehen von Spielen verändern sollte. Damit war es möglich, Spielwelt und -figuren zunächst als 3D-Objekte auf Silicon-Graphics-Workstations zu modellieren und in True Color zu rendern. Dieses qualitativ hochwertige Bildmaterial wurde dann konvertiert und konnte in Form von Pixelgrafiken für die Konsole Super Nintendo Entertainment System (Verkaufsstart 1991) verwendet werden. Andere Spiele griffen zu der Zeit auf comicähnliche Grafik in Form von Sprites oder primitive Polygonmodelle zurück.
Anhand eines von Tim Stamper entwickelten Box-Spiels zeigte man die Möglichkeiten des Verfahrens Genyo Takeda, einem von Nintendos Spitzentechnikern, am Rare-Sitz in Twycross. Beeindruckt von der neuen Technologie kehrte dieser nach Japan zurück, um Hiroshi Yamauchi Bericht zu erstatten. Auf die Nachfrage Nintendos, was für ein Spiel Rare entwickeln wolle, antwortete Tim Stamper, er wolle ein Spiel mit Donkey Kong entwickeln. Yamauchi und Donkey-Kong-Erfinder Miyamoto willigten ein, und Stamper machte sich mit seinem Design-Team an die Arbeit. Wissend, dass dieser Titel sehr wichtig für die lukrative Feriensaison sein würde, legte Rare großen Wert auf seine Qualität. Ein hauseigener Musiker schrieb mehrere Begleitthemen, und Miyamoto schickte Konzeptzeichnungen, um das Grafikdesign zu inspirieren, allerdings war das Team befugt, das Design nach eigenen Vorstellungen zu gestalten. Für die Spielgrafik wurden 3D-Objekte aus Polygonen zusammengesetzt und anschließend mit Farben und Texturen bedeckt. Um alles realistisch wirken zu lassen, bediente man sich bei der Umgebung des alten ländlichen Gebäudes, in dem Rare seinen Sitz hatte. Wurden beispielsweise Texturen für Bäume benötigt, pflückte man Blätter von Bäumen. Wurden Texturen für ein rostiges Fass benötigt, wurde eine alte Schaufel gescannt.
Das 1994 fertiggestellte Spiel Donkey Kong Country (Super Donkey Kong in Japan) ist ein seitlich scrollendes Jump ’n’ Run mit flüssig animierten, dreidimensional wirkenden Figuren und teilweise britisch angehauchtem Humor in Form von Wortspielen, comicartigen Animationen und Slapstick-Einlagen. Der mit diesem Spiel eingeführte „neue“ 3D-Donkey-Kong mit roter DK-Krawatte lebt im Dschungel auf der Affeninsel, und es ist Aufgabe des Spielers, ihn durch die Jump-’n’-Run-Levels zu steuern, dabei Bananen zu sammeln und Gegner zu besiegen, um schließlich den vom niederträchtigen Krokodil King K. Rool und seiner Kremling-Bande entwendeten Bananenvorrat zurückzuholen.
Mit diesem Spiel wurden neue Figuren eingeführt: Der alte Cranky Kong (einigen Anspielungen nach ist er der „alte“ Donkey Kong aus den Arcade-Spielen) hilft mit Hinweisen aus, Funky Kong verschafft Zugang zu neuen Bereichen auf der Übersichtskarte, und bei Candy Kong kann der Spielstand gesichert werden. Der kleine und flinke Affe Diddy Kong, Donkeys bester Freund, begleitet ihn durch das gesamte Spiel und ist wahlweise ebenfalls vom Spieler steuerbar. Wird einer der Affen von einem Gegner verletzt und scheidet aus, übernimmt der Spieler die Steuerung des anderen. Erst wenn er ein Fass mit der Aufschrift DK findet und den Kameraden daraus befreit, sind wieder beide Affen verfügbar.
Getreu dem Arcade-Vorgänger spielen Fässer eine zentrale Rolle. Es gibt nicht nur Fässer, die auf Gegner geworfen werden können, sondern auch „Kanonenfässer“, die Donkey und Diddy durch die Luft schleudern. Ebenfalls vorhanden sind Kisten, aus denen sich verschiedene Reittiere befreien lassen, wie beispielsweise Rambi das Nashorn oder Enguarde der Schwertfisch. Auf der Consumer Electronics Show 1994 der Öffentlichkeit vorgestellt, stellte Donkey Kong Country selbst Spiele für 32-Bit-Konsolen in den Schatten und demonstrierte die technischen Möglichkeiten des vermeintlichen 16-Bit-Auslaufmodells SNES. Es wurde nicht nur zum meistverkauften Spiel des Jahres, sondern vom Magazin TIME auch zum zweitinnovativsten Produkt des Jahres gewählt. Insgesamt verkaufte es sich 9,30 Millionen Mal.
Pünktlich zum Weihnachtsgeschäft 1995 kam der Nachfolger Donkey Kong Country 2: Diddy’s Kong Quest auf den Markt. In diesem Spiel brechen Diddy und seine Freundin Dixie Kong auf, um Donkey Kong aus den Fängen von Kaptain K. Rool zu befreien. Donkey Kong Country 2 entspricht technisch und spielerisch dem Vorgänger, jedoch gibt es neben neuen Nebenfiguren wie Wrinkly Kong und Swanky Kong auch neue Aktionsmöglichkeiten für die Spielfiguren: Dixie kann ihren Pferdeschwanz wie einen Propeller zum Schweben einsetzen und die beiden Affen können sich gegenseitig Huckepack nehmen und werfen, um etwa neue Bereiche zu erschließen.
Der dritte Teil der Reihe, Donkey Kong Country 3: Dixie Kong’s Double Trouble! erschien 1996. Dieses Mal gilt es, Donkey und Diddy zu befreien, sodass der Spieler die Steuerung von Dixie und ihrem Cousin Kiddy Kong übernimmt. Technisch und spielerisch auf den Vorgängern basierend, bietet das Spiel einige Neuerungen. So sind einige Nebenaufgaben vorhanden, deren Lösung den Spieler mit Extras wie Spieltipps oder zusätzlichen Levels belohnt. Auch sind verschiedene Minispiele enthalten.

#### Nintendo 64
Nachdem Diddy Kong bereits 1997 im 3D-Rennspiel Diddy Kong Racing seinen Auftritt in einem Spiel für das Nintendo 64 gehabt hatte, erschien mit Donkey Kong 64 1999 das erste Donkey-Kong-Spiel in 3D. Da es die Nintendo-64-Speichererweiterung Expansion Pak zwingend benötigt, lag diese dem Spiel bei. Um seine Heimat, die Affeninsel, vor einem vernichtenden Angriff King K. Rools zu retten und die 201 über alle Bereiche der Insel verstreuten Goldenen Bananen wieder zu finden, muss Donkey Kong nach und nach seine Freunde befreien. Neben Diddy Kong gehören die kleine flinke Tiny Kong, der schlaksige Lanky Kong und der kräftige Chunky Kong zum Team. Beim Erkunden der nicht-linearen dreidimensionalen Spielwelt muss der Spieler die individuellen Bewegungsmöglichkeiten, Waffen und Musikinstrumente aller fünf spielbaren Figuren erweitern, nutzen und kombinieren, um das Spiel zu meistern. Im zusätzlich enthaltenen Mehrspielermodus können bis zu vier Spieler die Steuerung verschiedener Figuren übernehmen und mit den entsprechenden Waffen in speziellen 3D-Arenen gegeneinander kämpfen. Die Markteinführung von Donkey Kong 64 wurde von einer massiven Werbekampagne begleitet, die Anzeigen in Comics und Zeitschriften, Fernsehwerbung zur Prime Time, in der Reporter mit Obst bombardiert wurden, und einen Trailer beinhaltete. Zusätzlich wurden ein dschungelgrünes Nintendo 64 und das Spielmodul in einer limitierten bananengelben Edition veröffentlicht, außerdem erschien ein offizieller Spieleberater mit Levelkarten, Lösungsweg und weiteren Spieltipps. Das Spiel wurde zum Erfolg, wenn die Verkaufszahlen auch nicht an die von Donkey Kong Country heranreichten.

#### Nintendo GameCube

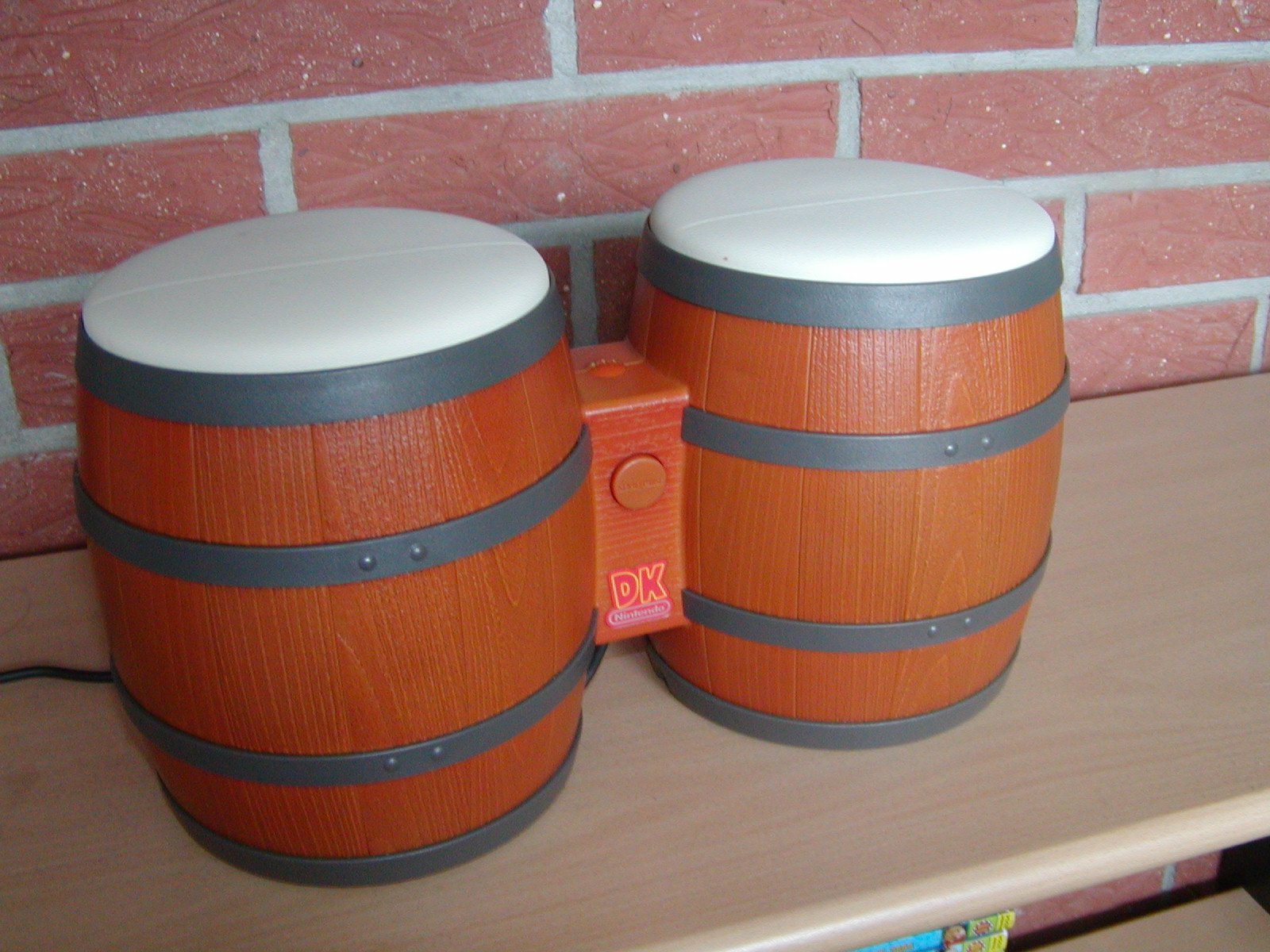
Die bisherigen DK-Spiele für den GameCube wurden zur Steuerung mit den elektronischen DK-Bongos entwickelt.

Nach dem Verkauf der Rare-Aktien an Microsoft 2002 behielt Nintendo die Rechte am Donkey-Kong-3D-Modell und den von Rare erdachten Kong-Charakteren. Die Entwicklung des geplanten GameCube-Titels Donkey Kong Racing von Rare wurde eingestellt. Im Zuge der verstärkten Zusammenarbeit Nintendos mit Drittentwicklern übertrug man Namco die Entwicklung des Spiels Donkey Konga. 2004 auch in Deutschland erschienen, handelt es sich bei Donkey Konga um ein Musikspiel, das mit den beiliegenden Bongo-Controllern, den sogenannten DK-Bongos, oder mit dem normalen GameCube-Controller gesteuert wird. Als Begleitung zu verschiedenen Songs müssen bis zu vier Spieler entsprechend der Anzeige auf dem Bildschirm auf die rechte, linke oder beide Bongos zugleich schlagen oder in die Hände klatschen, was vom Mikrofon des Bongo-Controllers registriert wird. 2005 wurde der Nachfolger Donkey Konga 2 in Europa auf den Markt gebracht. Der in Japan bereits 2004 erschienene Titel Donkey Konga 3 ist dagegen nie außerhalb Japans erschienen.
Anfang 2005 veröffentlichte Nintendo zuletzt das vom neu gegründeten Entwicklerstudio Nintendo Tokyo entwickelte Spiel Donkey Kong Jungle Beat. Es handelt sich um ein 2D-Jump-’n’-Run mit 3D-Grafik, das ebenfalls zur Steuerung mit dem Bongo-Controller vorgesehen ist. Schlägt der Spieler auf die rechte oder linke Trommel, bewegt sich Donkey Kong in die entsprechende Richtung. Werden beide gleichzeitig geschlagen, führt er einen Sprung aus, während ein Händeklatschen des Spielers Donkey Kong einen Schlag oder eine andere Aktion ausführen lässt.
Das Ziel des Spiels ist es, die unterschiedlichen Levels zu durchqueren, dabei möglichst viele Bananen zu sammeln, und diverse Bossgegner zu bezwingen, die Donkey Kong den Titel des Königs der Affen streitig machen wollen.

#### Wii
Donkey Kong: Jet Race ist im Januar 2008 in Deutschland erschienen. Erstmals angekündigt war dieses Spiel als DK Bongo Blast auf der E3 2006, die zunächst geplante Steuerung mittels Bongo-Controller wurde nicht umgesetzt.
Am 2. Oktober 2008 kündigte Nintendo auf einer hauseigenen Pressekonferenz ein weiteres Jump ’n’ Run an, das die GameCube-Serie Donkey Kong: Jungle Beat fortsetzt. Eine Fortsetzung erschien schlussendlich zwar nicht, allerdings wurde am 5. Juni 2009 ein Remake des Gamecube-Titels veröffentlicht.
Auf der E3 2010 kündigte Nintendo das Spiel Donkey Kong Country Returns an. Es erschien am 3. Dezember 2010 in Europa.

#### Wii Virtual Console
Für die Virtual Console sind die Spiele Donkey Kong, Donkey Kong Jr., Donkey Kong Jr. Math (alle drei NES) verfügbar. Donkey Kong Country 1–3 (SNES) sind dort ebenfalls herunterladbar. Am 25. November 2012 nahm Nintendo diese zwar vorübergehend aus dem Satz der Virtual Console, seit 30. Oktober 2014 sind die Spiele dort aber wieder erwerbbar. Seit 29. Oktober 2010 gibt es Donkey Kong – Original Edition vorinstalliert auf der roten Wii des „New Super Mario Bros. Wii Pack“. Das Spiel ist die NES-Version mit einem Bonuslevel und ist nicht im Wii Shop erhältlich.

#### Wii U
Auf der E3 2013 stellte Nintendo den fünften Teil der Donkey-Kong-Country-Reihe vor. Er trägt den Namen Donkey Kong Country: Tropical Freeze und erschien im Februar 2014 für die Wii U. Wie der Wii-Vorgänger wurde auch Donkey Kong Country: Tropical Freeze vom amerikanischen Videospielhersteller Retro Studios entwickelt.
Seit dem 16. Oktober 2014 ist Donkey Kong Country im eShop der Wii U für 7,99 € erwerbbar. Am 23. Oktober erschien dort Donkey Kong Country 2: Diddy’s Kong Quest, am 30. Oktober 2014 folgte Donkey Kong Country 3: Dixie Kong’s Double Trouble!. Die Spiele boten bis zum 6. November 2014 in den sogenannten „Donkey-Kong-Country-Wochen“ eine Ermäßigung von 33 % auf Donkey Kong Country: Tropical Freeze. Seit Anfang 2015 ist auch Donkey Kong: King of Swing im eShop der Wii U verfügbar, außerdem erschien dort am 2. April 2015 Donkey Kong 64.
Zudem sind Donkey Kong und Diddy Kong als amiibo-Figuren erhältlich.

#### Handheld-Spiele
Das erste, von Nintendo entwickelte Donkey-Kong-Game-Boy-Spiel erschien 1994. Unter dem schlichten Titel Donkey Kong basiert es auf dem Arcade-Original, jedoch trägt der „alte“ Donkey Kong in diesem Spiel die rote Krawatte des „neuen“ Donkey Kong und stellt somit eine Art Mischform zwischen den beiden dar. Die ersten vier Level entsprechen denen des Arcade-Originals. Nach deren Bewältigung fängt das Spiel jedoch erst an: 96 weitere neue Levels müssen bewältigt werden, bis Mario schließlich Pauline retten kann. Der Spieler muss Gebrauch von Marios neuen Sprungtechniken und Aktionsmöglichkeiten machen, um die Rätsel und Geschicklichkeitstests der Levels zu bewältigen. In den meisten Spielabschnitten muss dabei ein Schlüssel gefunden und zur verschlossenen Ausgangstür transportiert werden, um Donkey Kong und Pauline durch diese zu folgen. In regelmäßigen Abständen warten außerdem Boss-Levels auf Mario, in denen er sich Donkey Kong stellen muss, etwa indem er den von ihm geworfenen Fässern ausweicht, diese anschließend aufhebt und zurückwirft. Donkey Kong war das erste Spiel mit voller Super-Game-Boy-Unterstützung.
1995 folgte mit Donkey Kong Land eine den technischen Möglichkeiten der tragbaren 8-Bit-Konsole angepasste Game-Boy-Umsetzung von Donkey Kong Country, die wie das SNES-Vorbild von Rare entwickelt wurde. Mit Donkey Kong Land 2 erschien 1996 eine entsprechende Umsetzung von Donkey Kong Country 2: Diddy's Kong Quest, 1997 gefolgt von Donkey Kong Land 3.
2001 wurde Donkey Kong Country für den Game Boy Color umgesetzt, und kommt dem SNES-Original aufgrund der technischen Überlegenheit des GBC gegenüber dem Game Boy deutlich näher als Donkey Kong Land. Zusätzlich enthält das Spiel Game-Boy-Printer-Unterstützung und einen Zweispielermodus.
Ebenfalls in Entwicklung waren damals Diddy Kong Pilot und Donkey Kong: Coconut Crackers, die beide für den Game Boy Advance hätten erscheinen sollen. Nachdem Rare jedoch von Microsoft übernommen worden war, wurden die Donkey-Kong-Charaktere aus den Spielen entfernt und beide Spiele erschienen erst Jahre später unter den Titeln Banjo-Pilot bzw. It's Mr. Pants!.
2003 folgte eine noch bessere Umsetzung von Donkey Kong Country für den Game-Boy-Advance mit zusätzlichen Minispielen. Donkey Kong Country 2: Diddy's Kong Quest wurde 2004 für den GBA umgesetzt.
Ebenfalls 2004 erschien mit Mario vs. Donkey Kong ein Geschicklichkeitsspiel für den GBA im Stile des ersten Game-Boy-Donkey-Kong. Hier ist es Marios Aufgabe, die von Donkey Kong entwendeten Spielzeug-Marios zurückzuerlangen.
Anfang 2005 veröffentlichte Nintendo mit Donkey Kong: King of Swing ein Geschicklichkeitsspiel für den GBA, in dem das Schwingen im Vordergrund steht. Durch Drücken der Schultertasten kann Donkey Kong sich an verschiedenen Oberflächen festhalten, loslassen und sich so durch die Levels schwingen.
Im November 2005 erschien schließlich auch eine GBA-Umsetzung von Donkey Kong Country 3, die um einen neuen Spielabschnitt mit zusätzlichen Levels erweitert wurde.
Für den Nintendo DS wurden auf der E³ 2006 Donkey Kong: King of Swing 2 und Mario vs. Donkey Kong 2 – March of the Minis als Nachfolger der Game-Boy-Advance-Spiele vorgestellt. Das Spiel „Mario vs. Donkey Kong 2 – March of the Minis“ (übersetzt „Mario vs. Donkey Kong 2 – Marsch der Mini-Marios“) erschien 2007. „Donkey Kong: King of Swing 2“ erschien ebenfalls 2007, jedoch unter dem Titel Donkey Kong: Jungle Climber. Am 4. Februar 2011 erschien der Nachfolger von „Mario vs. Donkey Kong 2 – March of the Minis“ in Europa, er trägt den Titel „Mario vs. Donkey Kong – Mini-Land Mayhem!“ (dt.: „Mario vs. Donkey Kong – Aufruhr im Miniland!“), in Japan und Nordamerika erschien er bereits 2010.
2013 erschien die Handheld-Umsetzung des Wii-Spiels Donkey Kong Country Returns unter dem Namen Donkey Kong Country Returns 3D für den Nintendo 3DS.
Seit dem 16. Oktober 2014 kann Donkey Kong Land im eShop des Nintendo 3DS und 2DS heruntergeladen werden. Donkey Kong Land 2 ist dort seit 23. Oktober 2014 erhältlich, Donkey Kong Land III seit 30. Oktober 2014. Bis zum 6. November 2014 boten die Spiele einen Rabatt von 33 % auf Donkey Kong Country Returns 3D.

#### Donkey Kong 2: Jumpman Returns
Seit dem Jahr 2006 gibt es eine weitere Version des klassischen Donkey Kong aus den 1980er-Jahren: Donkey Kong 2: Jumpman Returns. Es ist mehr oder weniger nur ein sogenannter Rom-Hack, der das Originalspiel lediglich modifiziert. Er wurde von Jeff Kulczycki erstellt, wobei vier komplett andere Level integriert sind. Das Spiel besitzt auch neue lustige Zwischenanimationen. Somit wurde der Klassiker nochmals interessanter gestaltet und besitzt mittlerweile eine große Fangemeinde.

### Donkey Kong in anderen Spielen
Abseits der Donkey-Kong-Spiele ist der Gorilla auch als spielbare Figur in weiteren Nintendo-Spielereihen vertreten. Im 1992 erschienenen SNES-Titel Super Mario Kart handelte es sich noch um Donkey Kong Jr., mit dem N64-Spiel Mario Kart 64 wurde jedoch der 3D-Donkey-Kong zum festen Mitglied der spielbaren Figuren in Mario-Mehrspielerspielreihen wie Mario Kart, Mario Golf, Mario Tennis, Mario Smash Football und Mario Party. In letzterer Reihe ist er allerdings ab Mario Party 5 nicht mehr spielbar. Außerdem ist Donkey Kong auch einer der Kämpfer in der Reihe Super Smash Bros. Seit dem Verkauf der Rare-Aktien an Microsoft wird auch die Figur Diddy Kong von Nintendo in diesen Spielen verwendet.
Im Zuge einer Kooperation zwischen Activision und Nintendo kann im fünften Teil der Skylanders-Serie für die Wii U ein spezieller Donkey-Kong-Skylander gespielt werden. Dieser ist durch einen Drehmechanismus auch als amiibo nutzbar.

## Weitere Figuren aus dem Donkey-Kong-Universum
Im Laufe der Jahre sind viele weitere Figuren zum Donkey-Kong-Universum hinzugefügt worden, neben Donkey Kong selbst existieren mehr als 10 weitere „Kongs“. Bekannte andere Mitglieder der Kong-Familie sind etwa Diddy Kong, Donkey Kongs bester Freund, der selbst Protagonist mehrerer Videospiele war, oder etwa Dixie Kong. Ein ebenfalls häufig vorkommender Charakter ist King K. Rool, der ewige Gegenspieler der Kongs, der allerdings ab dem vierten Teil der Donkey-Kong-Country-Reihe nicht mehr zu sehen ist.

## Donkey-Kong-Spiele

### Donkey-Kong-Spiele
| Jahr  | Titel                                               | System                          |
| ----- | --------------------------------------------------- | ------------------------------- |
| 1981  | Donkey Kong                                         | Automat                         |
| 1982  | Donkey Kong Jr.                                     | Automat                         |
| 1982  | Donkey Kong                                         | Game & Watch                    |
| 1983  | Donkey Kong Jr. Math                                | NES                             |
| 1983  | Donkey Kong                                         | CBS ColecoVision                |
| 1983  | Donkey Kong 2                                       | Game & Watch                    |
| 1984  | Donkey Kong 3                                       | Automat                         |
| 1986  | Donkey Kong 3                                       | NES                             |
| 1985  | Donkey Kong Jr.                                     | Game & Watch                    |
| 1985  | Donkey Kong 3                                       | Game & Watch                    |
| 1988  | Donkey Kong                                         | NES                             |
| 1988  | Donkey Kong Jr.                                     | NES                             |
| 1992  | Donkey Kong Classics                                | NES                             |
| 1994  | Donkey Kong                                         | Game Boy                        |
| 1994  | Donkey Kong Country                                 | SNES                            |
| 1995  | Donkey Kong Land                                    | Game Boy                        |
| 1995  | Donkey Kong Country 2: Diddy’s Kong Quest           | SNES                            |
| 1996  | Donkey Kong Land 2                                  | Game Boy                        |
| 1996  | Donkey Kong Country 3: Dixie Kong’s Double Trouble! | SNES                            |
| 1997  | Donkey Kong Land III                                | Game Boy                        |
| 1997  | Diddy Kong Racing                                   | Nintendo 64                     |
| 1999  | Donkey Kong 64                                      | Nintendo 64                     |
| 2000  | Donkey Kong Jr.                                     | Game Boy Classic                |
| 2000  | Donkey Kong Country                                 | Game Boy Color                  |
| 2000* | Donkey Kong GB: Dinky Kong & Dixie Kong             | Game Boy Color                  |
| 2003  | Donkey Kong Country                                 | Game Boy Advance                |
| 2004  | Donkey Kong Country 2                               | Game Boy Advance                |
| 2004  | Donkey Kong                                         | Game Boy Advance (NES Classics) |
| 2004  | Donkey Konga                                        | GameCube                        |
| 2005  | Donkey Kong Jungle Beat                             | GameCube                        |
| 2005  | Donkey Kong: King of Swing                          | Game Boy Advance                |
| 2005  | Donkey Konga 2                                      | GameCube                        |
| 2005* | Donkey Konga 3                                      | GameCube                        |
| 2005  | Donkey Kong Country 3                               | Game Boy Advance                |
| 2006  | Donkey Kong 2: Jumpman Returns                      | Automat                         |
| 2006  | Donkey Kong Country                                 | Nintendo Wii (Virtual Console)  |
| 2007  | Donkey Kong Country 2: Diddy’s Kong Quest           | Nintendo Wii (Virtual Console)  |
| 2007  | Donkey Kong Country 3: Dixie Kong’s Double Trouble! | Nintendo Wii (Virtual Console)  |
| 2007  | Donkey Kong: Jungle Climber                         | Nintendo DS                     |
| 2008  | Donkey Kong: Jet Race                               | Nintendo Wii                    |
| 2009  | Donkey Kong Jungle Beat                             | Nintendo Wii                    |
| 2010  | Donkey Kong Jr.                                     | Game & Watch für Nintendo DSi   |
| 2010  | Donkey Kong Country Returns                         | Nintendo Wii                    |
| 2013  | Donkey Kong Country Returns 3D                      | Nintendo 3DS                    |
| 2014  | Donkey Kong Country: Tropical Freeze                | Wii U                           |
| 2014  | Donkey Kong Country                                 | Wii U (eShop)                   |
| 2014  | Donkey Kong Country 2: Diddy’s Kong Quest           | Wii U (eShop)                   |
| 2014  | Donkey Kong Country 3: Dixie Kong’s Double Trouble! | Wii U (eShop)                   |
| 2014  | Donkey Kong Jr.                                     | C64 (Fanprojekt)                |
| 2016  | Donkey Kong                                         | NES Classic Mini                |
| 2016  | Donkey Kong Jr.                                     | NES Classic Mini                |
| 2017  | Donkey Kong Country                                 | SNES Classic Mini               |
| 2018  | Donkey Kong Country: Tropical Freeze                | Nintendo Switch                 |
| 2025  | Donkey Kong Country Returns HD                      | Nintendo Switch                 |
| 2025  | Donkey Kong Bananza                                 | Nintendo Switch 2               |

* Nur in Japan erschienen.

### Donkey Kong als Spielfigur oder andere Auftritte
| Jahr   | Titel                                                  | System                              |
| ------ | ------------------------------------------------------ | ----------------------------------- |
| 1987   | Punch-Out!!                                            | Nintendo Entertainment System       |
| 1992   | Super Mario Kart                                       | Super Nintendo Entertainment System |
| 1994   | Game & Watch Gallery                                   | Game Boy                            |
| 1995   | Game & Watch Gallery 2                                 | Game Boy                            |
| 1995   | Mario’s Tennis                                         | Virtual Boy                         |
| 1996   | Game & Watch Gallery 3                                 | Game Boy                            |
| 1997   | Mario Kart 64                                          | Nintendo 64                         |
| 1999   | Mario Party                                            | Nintendo 64                         |
| 1999   | Super Smash Bros.                                      | Nintendo 64                         |
| 2000   | Mario Party 2                                          | Nintendo 64                         |
| 2000   | Mario Golf                                             | Nintendo 64                         |
| 2000   | Mario Tennis                                           | Nintendo 64                         |
| 2001   | Mario Golf                                             | Game Boy Color                      |
| 2001   | Mario Tennis                                           | Game Boy Color                      |
| 2001   | Mario Kart Super Circuit                               | Game Boy Advance                    |
| 2001   | Mario Party 3                                          | Nintendo 64                         |
| 2002   | Super Smash Bros. Melee                                | GameCube                            |
| 2002   | Mario Party 4                                          | GameCube                            |
| 2002   | Game & Watch Gallery 4                                 | Game Boy Advance                    |
| 2003   | Mario Kart: Double Dash!!                              | GameCube                            |
| 2003   | Mario Party 5                                          | GameCube                            |
| 2004   | Mario Golf: Toadstool Tour                             | GameCube                            |
| 2004   | Mario Golf: Advance Tour                               | Game Boy Advance                    |
| 2004   | Mario vs. Donkey Kong                                  | Game Boy Advance                    |
| 2005   | Mario Power Tennis                                     | GameCube                            |
| 2005   | Mario Kart Arcade GP                                   | Automat                             |
| 2005   | Mario Party 6                                          | GameCube                            |
| 2005   | Mario Party Advance                                    | Game Boy Advance                    |
| 2005   | Mario Smash Football                                   | GameCube                            |
| 2005   | Mario Superstar Baseball                               | GameCube                            |
| 2005   | Mario Kart DS                                          | Nintendo DS                         |
| 2005   | Mario Power Tennis                                     | Game Boy Advance                    |
| 2006   | Mario Party 7                                          | GameCube                            |
| 2006   | Tetris DS                                              | Nintendo DS                         |
| 2006   | Yoshis Island DS                                       | Nintendo DS                         |
| 2007   | Mario Slam Basketball                                  | Nintendo DS                         |
| 2007   | Mario vs. Donkey Kong 2: March of the Minis            | Nintendo DS                         |
| 2007   | Mario Strikers Charged Football                        | Wii                                 |
| 2007   | Mario Party 8                                          | Wii                                 |
| 2007   | Mario Party DS                                         | Nintendo DS                         |
| 2008   | Mario Kart Wii                                         | Wii                                 |
| 2008   | Super Smash Bros. Brawl                                | Wii                                 |
| 2009   | Mario und Sonic bei den Olympischen Winterspielen      | Nintendo DS, Wii                    |
| 2010** | Mario vs. Donkey Kong: Mini-Land Mayhem                | Nintendo DS                         |
| 2011   | Mario Sports Mix                                       | Wii                                 |
| 2011   | Mario Kart 7                                           | Nintendo 3DS                        |
| 2012   | Mario & Sonic bei den Olympischen Spielen: London 2012 | Wii, Nintendo 3DS                   |
| 2012   | Mario Tennis Open                                      | Nintendo 3DS                        |
| 2013   | Mario & Donkey Kong: Minis on the Move                 | Nintendo 3DS                        |
| 2013   | NES Remix                                              | Wii U                               |
| 2014   | Mario Golf: World Tour                                 | Nintendo 3DS                        |
| 2014   | Mario Kart 8                                           | Wii U                               |
| 2014   | Super Smash Bros. for Nintendo 3DS                     | Nintendo 3DS                        |
| 2014   | Super Smash Bros. for Wii U                            | Wii U                               |
| 2014   | Ultimate NES Remix                                     | Nintendo 3DS                        |
| 2015   | Mario vs. Donkey Kong: Tipping Stars                   | Nintendo 3DS, Wii U                 |
| 2015   | Skylanders SuperChargers                               | Wii U                               |
| 2016   | Mario und Sonic bei den Olympischen Spielen: Rio 2016  | Nintendo 3DS, Wii U                 |
| 2016   | Mini Mario & Friends: Amiibo Challenge                 | Nintendo 3DS, Wii U                 |
| 2016   | Mario Party: Star Rush                                 | Nintendo 3DS                        |
| 2017   | Mario Sports Superstars                                | Nintendo 3DS                        |
| 2017   | Mario Kart 8 Deluxe                                    | Nintendo Switch                     |
| 2018   | Mario Tennis Aces                                      | Nintendo Switch                     |
| 2018   | Super Mario Party                                      | Nintendo Switch                     |
| 2018   | Super Smash Bros. Ultimate                             | Nintendo Switch                     |
| 2019   | Mario Kart Tour                                        | iOS, Android                        |
| 2021   | Mario Party Superstars                                 | Nintendo Switch                     |
| 2022   | Mario Strikers: Battle League Football                 | Nintendo Switch                     |
| 2024   | Mario vs. Donkey Kong (Nintendo Switch)                | Nintendo Switch                     |
| 2025   | Mario Kart World                                       | Nintendo Switch 2                   |

** In Nordamerika erschienen.

## Donkey Kong in Fernsehen und Kino
Bereits 1981 wurde passend zum erfolgreichen Arcade-Spiel eine von Ruby Spears produzierte Donkey-Kong-Cartoon-Serie im Rahmen der Sendung Saturday Supercade im amerikanischen Morgenprogramm ausgestrahlt. Wie im Spiel entführt Donkey Kong in jeder der kurzen Folgen Pauline, die anschließend von Mario gerettet wird. Eine Trickserie zu Donkey Kong Jr. folgte, in der Junior mit seinem Freund Bones nach seinem Vater sucht.
Von 1998 bis 2000 strahlte der US-Sender Fox Family 40 Folgen einer computeranimierten Donkey-Kong-Country-Serie aus, von denen 14 in Deutschland auf Super RTL unter dem Titel Donkey Kongs Abenteuer gesendet wurden.
Im Jahr 2007 wurde der Dokumentarfilm The King of Kong: A Fistful of Quarters auf mehreren amerikanischen Festivals sowie in einigen Kinos gezeigt. Er erzählt vom Wettstreit um den Highscore zwischen den beiden Spielern Billy Mitchell und Steve Wiebe.
Donkey Kong ist auch in der 2015 erschienenen Science-Fiction-Filmkomödie Pixels mit Adam Sandler, Kevin James, Michelle Monaghan und Peter Dinklage zu sehen. Zunächst versuchen die Charaktere Brenner und Eddie dort einen Weltrekord im Donkey-Kong-Arcade-Spiel aufzustellen. Später tritt ein außerirdisches Wesen in Form des Donkey Kongs aus dem Arcade-Spiel (also eigentlich dem heutigen Cranky Kong) als Bossgegner auf. Die „Arcaders“ treten gegen ihn im ersten Level des Arcade-Spiels an, um ihn zu besiegen und somit die Welt zu retten. Für diese Szene wurde in einem Fernsehstudio ein lebensgroßes Donkey-Kong-Gerüst in vier Abschnitte aufgeteilt vor einem Greenscreen aufgebaut, auf dem die Schauspieler gefilmt wurden. Die Feuer, Fässer und Donkey Kong selbst wurden anschließend digital eingefügt. Außerdem ziert Donkey Kong die Rückseite des Pixels-Steelbooks.

## Merchandising
Nachdem sich das Arcade-Spiel als Erfolg erwiesen hatte, schloss Nintendo zahlreiche Merchandising-Lizenzverträge ab, sodass 1982 über 50 Firmen Donkey-Kong-Produkte herstellten. Neben Brettspielen und Sammelfiguren wurden sogar Frühstücksflocken zu Donkey Kong und Donkey Kong Jr. verkauft. Aufgrund einer Klage von Universal Studios kündigten allerdings die meisten Lizenznehmer ihre Verträge.
Der Erfolg von Donkey Kong Country wurde schließlich wieder von einer Reihe von Merchandising-Artikeln, zum Beispiel Plüschfiguren, zum „neuen“ Donkey Kong begleitet, die vereinzelt bis heute verkauft werden.